# Diocesi di Corumbá
La diocesi di Corumbá (in latino Dioecesis Corumbensis) è una sede della Chiesa cattolica in Brasile suffraganea dell'arcidiocesi di Campo Grande. Nel 2023 contava 103.600 battezzati su 124.700 abitanti. È retta dal vescovo João Batista de Oliveira, S.V.D.

## Territorio
La diocesi comprende 2 comuni nella parte occidentale dello stato brasiliano del Mato Grosso do Sul, Corumbá e Ladário.
Sede vescovile è la città di Corumbá, dove si trova la cattedrale di Nostra Signora della Candelora.
Il territorio si estende su una superficie di 65.062 km² ed è suddiviso in 8 parrocchie.

## Storia
La diocesi è stata eretta il 5 aprile 1910 con la bolla Novas constituere di papa Pio X, ricavandone il territorio dalla diocesi di Cuiabá, che è stata contestualmente elevata al rango di arcidiocesi metropolitana.
Il 12 maggio 1914 e il 13 luglio 1940 ha ceduto porzioni di territorio a vantaggio dell'erezione rispettivamente della prelatura territoriale di Registro do Araguaia (in seguito divenuta diocesi di Guiratinga, oggi soppressa) e della prelatura territoriale di Chapada (oggi diocesi di Rondonópolis-Guiratinga).
Il 2 febbraio 1956, per effetto del decreto Cum de limitibus della Congregazione Concistoriale ha ceduto alla diocesi di Marília le isole del fiume Paraná comprese tra gli affluenti Aguapeí e Rio do Peixe.
Il 15 giugno 1957 ha ceduto altre porzioni del suo territorio a vantaggio dell'erezione delle diocesi di Campo Grande (oggi arcidiocesi) e di Dourados.
Il 30 gennaio 1981 ha ceduto un'ulteriore porzione di territorio a vantaggio dell'erezione della diocesi di Jardim.

## Cronotassi dei vescovi
Si omettono i periodi di sede vacante non superiori ai 2 anni o non storicamente accertati.
- Cyrillo de Paula Freitas † (13 marzo 1911 - 8 febbraio 1918 dimesso[2])
- Helvécio Gomes de Oliveira, S.D.B. † (15 febbraio 1918 - 18 giugno 1918 nominato vescovo di São Luís do Maranhão)
- José Maurício da Rocha † (10 marzo 1919 - 4 febbraio 1927 nominato vescovo di Bragança Paulista)
- Antônio de Almeida Lustosa, S.D.B. † (17 dicembre 1928 - 10 luglio 1931 nominato arcivescovo di Belém do Pará)
- Vicente Maria Bartholomeu Priante, S.D.B. † (13 maggio 1933 - 4 dicembre 1944 deceduto)
  - Sede vacante (1944-1948)
- Orlando Chaves, S.D.B. † (29 febbraio 1948 - 18 dicembre 1956 nominato arcivescovo di Cuiabá)
- Ladislau Paz, S.D.B. † (28 novembre 1957 - 5 luglio 1978 ritirato)
- Onofre Cândido Rosa, S.D.B. † (5 luglio 1978 succeduto - 16 febbraio 1981 nominato vescovo di Jardim)
- Vitório Pavanello, S.D.B. (26 novembre 1981 - 26 novembre 1984 nominato arcivescovo coadiutore di Campo Grande)
- Pedro Fré, C.SS.R. † (28 ottobre 1985 - 2 dicembre 1989 nominato vescovo di Barretos)
- José Alves da Costa, D.C. † (8 maggio 1991 - 21 luglio 1999 dimesso)
- Mílton Antônio dos Santos, S.D.B. (31 maggio 2000 - 4 giugno 2003 nominato arcivescovo coadiutore di Cuiabá)
- Segismundo Martínez Álvarez, S.D.B. † (7 dicembre 2004 - 19 dicembre 2018 ritirato)
- João Aparecido Bergamasco, S.A.C. (19 dicembre 2018 - 4 ottobre 2023 nominato vescovo di Primavera do Leste-Paranatinga)[3]
- João Batista de Oliveira, S.V.D., dal 30 novembre 2024

## Statistiche
La diocesi nel 2023 su una popolazione di 124.700 persone contava 103.600 battezzati, corrispondenti all'83,1% del totale.
| anno | popolazione | popolazione | popolazione | presbiteri | presbiteri | presbiteri | presbiteri                | diaconi | religiosi | religiosi | parrocchie |
| anno | battezzati  | totale      | %           | numero     | secolari   | regolari   | battezzati per presbitero | diaconi | uomini    | donne     | parrocchie |
| ---- | ----------- | ----------- | ----------- | ---------- | ---------- | ---------- | ------------------------- | ------- | --------- | --------- | ---------- |
| 1950 | 400.000     | 420.000     | 95,2        | 83         |            | 83         | 4.819                     |         | 118       | 119       | 21         |
| 1966 | 220.000     | 228.000     | 96,5        | 26         | 3          | 23         | 8.461                     |         | 26        | 66        | 14         |
| 1970 | ?           | 250.000     | ?           | 22         | 2          | 20         | ?                         |         | 24        | 69        | 12         |
| 1976 | 250.000     | 270.000     | 92,6        | 22         | 4          | 18         | 11.363                    |         | 24        | 50        | 14         |
| 1980 | 269.000     | 301.000     | 89,4        | 31         | 5          | 26         | 8.677                     |         | 30        | 57        | 13         |
| 1990 | 90.000      | 120.000     | 75,0        | 11         | 2          | 9          | 8.181                     |         | 10        | 25        | 5          |
| 1999 | 76.415      | 101.887     | 75,0        | 11         | 4          | 7          | 6.946                     |         | 8         | 16        | 5          |
| 2000 | 76.622      | 102.163     | 75,0        | 12         | 3          | 9          | 6.385                     |         | 10        | 16        | 5          |
| 2001 | 85.000      | 100.300     | 84,7        | 10         | 1          | 9          | 8.500                     |         | 11        | 12        | 5          |
| 2002 | 85.000      | 102.680     | 82,8        | 14         | 6          | 8          | 6.071                     | 1       | 10        | 14        | 6          |
| 2003 | 85.000      | 102.680     | 82,8        | 14         | 6          | 8          | 6.071                     |         | 10        | 13        | 5          |
| 2004 | 85.000      | 102.680     | 82,8        | 13         | 3          | 10         | 6.538                     |         | 12        | 11        | 5          |
| 2006 | 87.100      | 105.300     | 82,7        | 12         | 4          | 8          | 7.258                     | 2       | 13        | 13        | 5          |
| 2013 | 95.500      | 115.500     | 82,7        | 16         | 5          | 11         | 5.968                     | 2       | 14        | 10        | 7          |
| 2016 | 97.900      | 118.400     | 82,7        | 13         | 6          | 7          | 7.530                     | 2       | 8         | 7         | 9          |
| 2019 | 100.260     | 121.260     | 82,7        | 16         | 8          | 8          | 6.266                     | 3       | 22        | 7         | 8          |
| 2021 | 101.800     | 123.185     | 82,6        | 17         | 10         | 7          | 5.988                     | 3       | 7         | 8         | 8          |
| 2023 | 103.600     | 124.700     | 83,1        | 17         | 10         | 7          | 6.094                     | 3       | 8         | 5         | 8          |